# Stefan Wojtas
Stefan Wojtas (ur. 5 października 1943 w Zakopanem, zm. 27 maja 2024 w Krakowie) – polski pianista i pedagog, doktor sztuk muzycznych, profesor nadzwyczajny Akademii Muzycznej w Krakowie, a następnie starszy wykładowca Akademii Muzycznej im. Feliksa Nowowiejskiego w Bydgoszczy oraz dyrektor Państwowej Szkoły Muzycznej II stopnia im. Władysława Żeleńskiego w Krakowie.

## Życiorys

### Działalność pianistyczna
Pochodził z Podhala, gdzie się urodził w 1943 w Zakopanem. W młodości kształcił się w klasie fortepianu, w Państwowej Szkole Muzycznej II st. im. Władysława Żeleńskiego w Krakowie (dawniej Średnia Szkoła Muzyczna), która wówczas mieściła się przy ul. Warszawskiej. W roku 1958 zamieszkał w domu przy ulicy Garncarskiej 3 u wybitnego pedagoga Ludwika Stefańskiego, męża pianistki Haliny Czerny-Stefańskiej, gdzie do 1968 miał własny pokój z fortepianem i pobierał u niego wielogodzinne lekcje gry na tym instrumencie. Po ukończeniu średniej szkoły muzycznej rozpoczął studia na Akademii Muzycznej w Krakowie, w klasie prof. Ludwika Stefańskiego, którą ukończył w 1968 z wyróżnieniem. W czasie studiów w 1966 brał udział w III Międzynarodowym Konkursie Muzycznym im. Piotra Czajkowskiego w Moskwie. Następnie, w 1969, uczestniczył w III Międzynarodowym Konkursie Pianistycznym w Leeds, na którym otrzymał nagrodę, a w 1970 w VIII Konkursie Chopinowskim w Warszawie. Już podczas studiów rozpoczął działalność koncertową. Występował w Polsce, Stanach Zjednoczonych, Szwecji, Wielkiej Brytanii czy Związku Radzieckim.
Dwukrotnie został laureatem Ogólnopolskiego Konkursu Pianistycznego na stypendium im. Fryderyka Chopina. Dokonał nagrań archiwalnych dla Polskiego Radia i Telewizji Polskiej utworów takich kompozytorów jak: Józef Elsner, Ludwig van Beethoven, Fryderyk Chopin, Franz Liszt, Ignacy Jan Paderewski czy Karol Szymanowski. Pianista miał spore kłopoty z przezwyciężeniem stresu podczas gry, który był przyczyną problemów nerwicowych.

### Działalność pedagogiczna
Równolegle z działalnością koncertową podjął w 1968 działalność pedagogiczną w Państwowej Szkole Muzycznej II st. im. Władysława Żeleńskiego w Krakowie, zostając w 1991 jej dyrektorem. W okresie (1983–2014) prowadził również klasę fortepianu w Akademii Muzycznej w Krakowie, zostając profesorem nadzwyczajnym. Od 2014 prowadził zajęcia na Akademii Muzycznej im. Feliksa Nowowiejskiego w Bydgoszczy.
Wielu jego wychowanków zostało laureatami krajowych i międzynarodowych konkursów pianistycznych, m.in. Piotr Machnik, Piotr Kosiński, Marcin Koziak, Krzysztof Książek, Szymon Nehring, Marek Szlezer, Ireneusz Boczek, Anna Boczar, Aleksandra Łaptaś, Dobrochna Krówka, Joanna Pociej czy Paweł Filek. Jeden z jego wychowanków Marek Szlezer stwierdził m.in.:

Bardziej niż na elementach technicznych skupia się na wykształceniu u ucznia prawidłowej estetyki i jej formowaniu. Uczy szacunku do tekstu i dokładnego rozumienia detali. W tym prawdopodobnie tkwi klucz do jego sukcesu.

Prowadził lekcje z pianistami na zasadzie spotkań i dyskusji o muzyce. Swoją rolę w życiu młodego pianisty tak określił:

Rolą pedagoga jest nauczenie młodego człowieka, jak obserwować siebie i jak pracować, żeby móc się rozwijać artystycznie przez całe życie.

Był jurorem wielu ogólnopolskich i międzynarodowych konkursów pianistycznych. Założył też w 2009 Fundację Pro Musica Bona, która pomaga utalentowanym młodym muzykom z Małopolski. Wraz ze swoją córką, skrzypaczką i pedagogiem Joanną Wojtas był w radzie fundatorów tej fundacji. W okresie (2011–2014) był członkiem Rady ds. Szkolnictwa Artystycznego VI kadencji, organu opiniodawczego i wnioskodawczego w sprawach dotyczących kształcenia artystycznego, powołanej przez Ministra Kultury i Dziedzictwa Narodowego, Bogdana Zdrojewskiego.
Zmarł 27 maja 2024 w Krakowie. Uroczystości pogrzebowe rozpoczęły się w Krakowie mszą świętą odprawioną w jego intencji 4 czerwca w bazylice Mariackiej, po czym 5 czerwca został pochowany na Nowym Cmentarzu w Zakopanem przy ul. Nowotarskiej 37.

## Publikacje (albumy)
Dla firmy fonograficznej Dux utrwalił na trzech płytach CD utwory Domenica Scarlattiego, Josepha Haydna, Fryderyka Chopina, Roberta Schumanna, Aleksandra Skriabina i Isaaca Albéniza.
| Albumy |                                             |         |
| Rok    | Tytuł                                       | Wydawca |
| 1999   | Piano. Scarlatti, Haydn, Schumann, Skriabin | Dux     |
| 2005   | Chopin. Sonatas, mazurkas                   | Dux     |
| 2009   | Izaak Albéniz: Iberia & Navarra             | Dux     |

## Odznaczenia i nagrody
Za swą działalność pedagogiczną i organizacyjną odznaczony został wieloma medalami i nagrodami (m.in. dwukrotnie nagrodą Ministra Kultury i Dziedzictwa Narodowego, Medalem Komisji Edukacji Narodowej, Złotym i Srebrnym Medalem „Zasłużony Kulturze Gloria Artis” czy Złotym Krzyżem Zasługi)
| Odznaczenia | |
| Rok         | Odznaczenie / Nagroda |
| 2001        | Medal Komisji Edukacji Narodowej                                                                                               |
| 2005        | Srebrny Medal „Zasłużony Kulturze Gloria Artis” w dziedzinie muzyki                                                            |
| 2005        | Złoty Krzyż Zasługi |
| 2006        | Nagroda I stopnia Centrum Edukacji Artystycznej                                                                                |
| 2009        | Nagroda Ministra Kultury i Dziedzictwa Narodowego I stopnia                                                                    |
| 2010        | Złoty Medal „Zasłużony Kulturze Gloria Artis” w dziedzinie szkolnictwa artystycznego                                           |
| 2011        | Nagroda EXCELLENCE IN TEACHING                                                                                                 |
| 2015        | Medal Filharmonii im. Karola Szymanowskiego w Krakowie za wychowanie wybitnych pianistów Szymona Nehringa i Krzysztofa Książka |
| 2016        | Nagroda Ministra Kultury i Dziedzictwa Narodowego w dziedzinie edukacji artystycznej                                           |
| 2018        | Nagroda Województwa Małopolskiego Ars Quaerendi w kategorii „mistrz”                                                           |